# Породична медитеранска грозница
Породична медитеранска грозница (ФМФ) је наследни инфламаторни поремећај. ФМФ је ауто инфламаторна болест узрокована мутацијама гена за медитеранску грозницу, који кодира протеин од 781 аминокиселине назван пирин. Док су све етничке групе подложне ФМФ-у, обично се јавља код људи медитеранског порекла—укључујући Јевреје Сефарде, Мизрахи Јевреје, Јевреје Ашкеназе, Асирце, Јермене, Азербејџанце, Левантинце, Курде, Грке, Турке и Италијане.
Поремећај је добио различита имена, укључујући породични пароксизмални полисерозитис, периодични перитонитис, рекурентни полисерозитис, бенигни пароксизмални перитонитис, периодична болест или периодична грозница, Реиман периодична болест или Реиман синдром, Сигал-Катан-Маму болест и Волфова периодична болест. Имајте на уму да се „периодична грозница“ може односити и на било који од синдрома периодичне грознице.

## Знаци и симптоми

### Напади
Постоји седам врста напада. Деведесет посто свих пацијената први напад има пре 18 година. Сви се развијају током 2-4 сата и трају од 6 сати до 4 дана. Већина напада укључује грозницу.
1. Абдоминални напади, који се манифестују болом у стомаку, захватају цео стомак са свим знацима перитонитиса (упалe трбушне слузнице) и акутним болом у стомаку попут упалe слепог црева. Јављају се код 95% свих пацијената и могу довести до непотребне лапаротомије. Такође су пријављени непотпуни напади, са локалном осетљивошћу и нормалним крвним тестовима.
2. Напади зглобова се углавном јављају у великим зглобовима, посебно у ногама. Обично је погођен само један зглоб. 75% свих ФМФ пацијената доживљава нападе зглобова.
3. Напади грудног коша укључују плеуритис (запаљење плућне марамице) и перикардитис (запаљење перикарда). Плеуритис се јавља код 40% пацијената и отежава дисање или лежање, док је перикардитис реткост.
4. Напади скротума услед запаљења тунице вагиналис су донекле ретки, али се могу погрешити са торзијом семене врпце.
5. Мијалгија (ретко у изолацији)
6. Еризипелни осип
7. Грозница без иједног од горе наведених симптома (25%). Грозница може бити једини симптом током детињства. Може да варира од благе температуре до 38-40 °C. Скоро увек прати епизоде.[13]

### Компликације
АА-амилоидоза са отказивањем бубрега је компликација и може се развити без очигледних криза. АА амилоидни протеин се производи у веома великим количинама током напада и малом брзином између њих и акумулира се углавном у бубрезима, као и у срцу, слезини, гастроинтестиналном тракту и штитној жлезди.
Чини се да постоји повећање ризика за развој одређених болести повезаних са васкулитисом (нпр Хенох-Шенлајнова пурпура ), спондилартропатијом, продуженим артритисом одређених зглобова и продуженом мијалгијом.

## Генетика
МЕФВ ген се налази на кратком краку хромозома 16. Многе различите мутације гена МЕФВ могу изазвати поремећај. Мало је вероватно да ће имати једну мутацију изазвати ово стање. Имајући две мутације или копију од оба родитеља, или две различите мутације, по једна од сваког родитеља, представља праг за генетску дијагнозу ФМФ. Међутим, већина појединаца који се придржавају генетске дијагнозе ФМФ-а остају асимптоматски или недијагностиковани. Остаје да се утврди да ли је то због гена модификатора или фактора животне средине.

## Патофизиологија
Практично сви случајеви су последица мутације гена за медитеранску грозницу (МЕФВ) на хромозому 16, који кодира протеин који се зове пирин или маренострин. Различите мутације овог гена доводе до ФМФ-а, иако неке мутације изазивају тежу слику од других. Мутације се јављају углавном у егзонима 2, 3, 5 и 10.
Функција пирина није у потпуности разјашњена, али укратко, то је протеин који се везује за адаптер АСЦ и про форму ензима каспазе-1 да би створио мултипротеинске комплексе назване инфламазоми као одговор на одређене инфекције. Код здравих особа, пирином посредовано склапање инфламазома (које доводи до каспазе 1) зависна обрада и лучење проинфламаторних цитокина (као што су интерлеукин-18 (ИЛ-18) и ИЛ-1β ) је одговор на ентеротоксине из одређених бактерије. Мутације појачања функције у гену МЕФВ чине Пирин хиперактивним, а затим формирање инфламазома постаје све чешће.
Патофизиологија породичне медитеранске грознице је недавно претрпела значајан напредак: у базалном стању, пирин се држи неактивним помоћу протеина шаперона (који припада породици протеина 14.3.3 ) који је повезан са пирином преко фосфорилисаних остатака серина. Дефосфорилација пирина је суштински предуслов за активацију инфламазома пирина. Инактивација РхоА ГТПаза ( бактеријским токсинима, на пример) доводи до инактивације ПКН1 / ПКН2 киназа и дефосфорилације пирина. Код здравих субјеката, сам корак дефосфорилације не изазива активацију инфламазома пирина. Насупрот томе, код пацијената са ФМФ, дефосфорилација серина је довољна да покрене активацију инфламазома пирина. Ово сугерише да постоји регулација на два нивоа и да је други регулаторни механизам (независан од (де)фосфорилације) дефицитаран код пацијената са ФМФ. Овај дефектни механизам се вероватно налази на нивоу Б30.2 домена (егзон 10) где се налази већина патогених мутација повезаних са ФМФ. Вероватно је интеракција овог домена са цитоскелетом ( микротубулама ) неуспешна, као што сугерише ефикасност колхицина.
Није тачно познато шта тачно покреће нападе и зашто би прекомерна производња ИЛ-1 довела до одређених симптома у одређеним органима (нпр. зглобовима или перитонеалној шупљини).

## Дијагноза
Дијагноза се клинички поставља на основу историје типичних напада, посебно код пацијената из етничких група код којих је ФМФ више заступљен. Реакција акутне фазе је присутна током напада, са високим нивоом Ц-реактивног протеина, повишеним бројем белих крвних зрнаца и другим маркерима упале. Код пацијената са дугом историјом напада, праћење функције бубрега је важно у предвиђању хроничне бубрежне инсуфицијенције.
Доступан је и генетски тест за откривање мутација у гену МЕФВ. Секвенцирањем ексона 2, 3, 5 и 10 овог гена открива се око 97% свих познатих мутација.
Специфичан и веома осетљив тест за ФМФ је „ метарминол провокативни тест (МПТ)“, при чему се једно 10 пацијенту се даје инфузија метараминола у mg. Позитивна дијагноза се поставља ако пацијент има типичан, иако блажи, ФМФ напад у року од 48 сати. Пошто је МПТ више специфичан него осетљив, он не идентификује све случајеве ФМФ, иако позитиван МПТ може бити веома користан.

## Лечење
Напади су самоограничавајући и захтевају аналгезију и НСАИЛ (као што је диклофенак ). Колхицин, лек који се иначе углавном користи код гихта, смањује учесталост напада код пацијената са ФМФ. Тачан начин на који колхицин сузбија нападе је нејасан. Иако ово средство није без нежељених ефеката (као што су бол у стомаку и болови у мишићима), може значајно побољшати квалитет живота пацијената. Дозирање је обично 1-2 мг дневно. Развој амилоидозе је одложен третманом колхицином. Интерферон се проучава као терапеутски модалитет. Неки саветују прекид узимања колхицина пре и током трудноће, али подаци су недоследни, а други сматрају да је безбедно узимати колхицина током трудноће.
Отприлике 5-10% случајева ФМФ је отпорно само на терапију колхицином. У овим случајевима, додавање анакинре дневном режиму колхицина је било успешно. Канакинумаб, анти-интерлеукин-1-бета моноклонско антитело, такође се показало ефикасним у контроли и превенцији напада код пацијената са ФМФ резистентним на колхицин и у два додатна ауто инфламаторна рекурентна синдрома грознице: недостатак меволонат киназе (хипер имуноглобулин Д синдром, или ХИДС ) и периодични синдром повезан са рецептором фактора туморске некрозе (ТРАПС).

## Епидемиологија
ФМФ утиче на групе људи који потичу из околине Средоземног мора (отуда и његово име). Најизраженије је присутан код Јермена, Сефардских Јевреја, Јевреја Ашкеназа, Јевреја Мизрахија, Кипрана, Курда, Турака и Левантинаца.

## Историја
Алерголог из Њујорка, Шепард Сигал, први је описао нападе перитонитиса 1945. године; назвао је овај "бенигни пароксизмални перитонитис", пошто је ток болести у суштини био бенигни. Др Хобарт Реиманн, који ради на Америчком универзитету у Бејруту, описао је потпунију слику коју је назвао "периодична болест". Француски лекари Хенри Маму и Роџер Катан описали су комплетну болест са бубрежним компликацијама 1952.